# Elizabeth Linington
Elizabeth Linington, née le 11 mars 1921 à Aurora dans l’Illinois et morte le 5 avril 1988 à Arroyo Grande en Californie, est une écrivain américaine. Elle a écrit plus de quatre-vingt romans principalement dans le genre du roman policier sous son nom et sous différents pseudonymes : Anne Blaisdell, Lesley Egan, Egan O'Neill et Dell Shannon.

## Biographie
En 1928, ses parents quitte l'Illinois pour Hollywood, puis Glendale où la jeune Elizabeth fait des études supérieures. 
Elle débute en écrivant de courts textes dramatiques pour la radio et le théâtre, puis fait paraître quelques romans historiques, avant de se lancer à partir de 1960 dans le roman policier. Dans ce genre, la majorité de ses titres sont des récits de procédure policière qui ont été comparés à ceux d'Ed McBain parce que leurs déroulements mêlent souvent plusieurs intrigues et décrivent « avec beaucoup de réalisme la vie d'un poste de police »
Créatrice de plusieurs séries mettant en scène différents personnages récurrents, Elizabeth Linington utilise au cours de sa carrière quatre noms de plume en plus de son patronyme. Sa série la plus ancienne et la plus longue, signée Dell Shannon, a pour héros le lieutenant chicano Luis Mondoza de la police de Los Angeles. Il apparaît pour la première fois dans Meurtres en souffrance (Case Pending, 1960), où il enquête sur le meurtre de deux jeunes filles par un sadique. Ce roman est paru en France dans la collection Série noire.
Quatre autres titres, appartenant à d'autres séries, ont été traduits en France : un au Masque et trois, en 1966, dans la collection Un mystère, sous trois signatures différentes : Anne Blaisdell, Elizabeth Linington et Lesley Egan.

## Œuvre

### Sous le nom d’Elizabeth Linington ou sous le pseudonyme d’Anne Blaisdell

#### SérieIvor Maddox
- Greenmask! (1964) Publié en français sous le nom d’Anne Blaisdell sous le titre Dans le désordre, Paris, Presses de la Cité, coll. « Un mystère » no 768, 1966
- No Evil Angel (1965) Publié en français sous le nom d’Elizabeth Linington sous le titre Une chaleur à crever, Paris, Presses de la Cité, coll. « Un mystère », 2e série no 9, 1966
- Date With Death (1966)
- Something wrong (1968)
- Policeman's lot (1969)
- Practice to Deceive (1971)
- Crime by Chance (1973)
- Perchance of Death (1977)
- No Villain Need Be (1979)
- Skeletons in the Closet (1982)
- Consequence of Crime (1980)
- Felony Report (1984)
- Strange Felony (1986)

#### Autres romans
- The Proud Man (1955)
- The Long Watch (1956)
- Nightmare (1962)
- Alter Ego (1988)

### Sous le pseudonyme de Lesley Egan

#### SérieVic Varallo
- Borrowed Alibi (1961)
- Run to evil (1964)
- Detective's Due (1966) Publié en français sous le titre Des roses pour l’inspecteur, Paris, Presses de la Cité, coll. « Un mystère », 2e série no 4, 1966
- The Nameless Ones (1967)
- Wine of Violence (1970)
- Malicious Mischief (1971)
- Scenes of Crime (1976)
- A Dream Apart (1978)
- The Hunters and the Hunted (1979)
- A Choice of Crimes (1980)
- Random Death (1982)
- Crime for Christmas (1984)
- Chain of Violence (1985)

#### SérieJesse Falkenstein
- A Case for Appeal (1962)
- Against the Evidence (1963)
- My Name Is Death (1965)
- Some Avenger, Rise! (1967)
- A Serious Investigation (1969)
- In the Death of a Man (1970)
- Paper Chase (1972)
- Blind Search (1977)
- Look Back on Death (1978) Publié en français sous le titre L’honneur est sauf, Paris, Librairie des Champs-Élysées, coll. « Le Masque » no 1617, 1980
- The Miser (1981)
- Little Boy Lost (1983)

#### Autre roman
- Wine of Life (1985)

### Sous le pseudonyme de Dell Shannon

#### SérieLuis Mendoza
- Case Pending (1960) Publié en français sous le titre Meurtres en souffrance, Paris, Gallimard, coll. « Série noire » no 1043, 1966
- Ace of Spades (1960)
- Extra Kill (1961)
- Knave of Hearts (1962)
- Death of a Busy Body (1963)
- Double Bluff (1963)
- Mark of Murder (1964)
- Root of All Evil (1964)
- Death by Inches (1965)
- The Death-Bringers (1965)
- Chance to Kill (1966)
- Coffin Corner (1966)
- With a vengeance (1966)
- Rain with Violence (1967)
- Kill with Kindness (1968)
- Crime on Their Hands (1969)
- Schooled to Kill (1969)
- Unexpected Death (1970)
- Whim to Kill (1971)
- Murder with Love (1972)
- The Ringer (1972)
- With Intent to Kill (1973)
- Spring of Violence (1973)
- No Holiday for Crime (1973)
- Crime File (1974)
- Deuces Wild (1975)
- Streets of Death (1976)
- Appearances of Death (1977)
- Cold Trail (1978)
- Felony at Random (1979)
- Felony File (1980)
- Murder Most Strange (1981)
- The Motive on Record (1982)
- Exploit of Death (1983)
- Destiny of Death (1984)
- Chaos of Crime (1985)
- Blood Count (1986)

#### Autres romans
- The Scalpel and the Sword (1987)
- Murder by the Tale (1987)
- The Dispossessed (1988)
- The Manson Curse (1990)
- Sorrow to the Grave (1992)

### Sous le pseudonyme d’Egan O’Neil
- The Anglophile (1957)

### Adaptation

#### Au cinéma
- 1965 : Fanatic, film britannique réalisé par Silvio Narizzano, d'après le roman Nightmare, avec Tallulah Bankhead, Stefanie Powers et Peter Vaughan.

## Sources
- Claude Mesplède (dir.), Dictionnaire des littératures policières, vol. 1 : A - I, Nantes, Joseph K, coll. « Temps noir », 2007, 1054 p. (ISBN 978-2-910-68644-4, OCLC 315873251), p. 210-211.
- Claude Mesplède  et   Jean-Jacques Schleret (Éd. rév. de: SN, voyage au bout de la Noire), Les auteurs de la Série noire, 1945-1995, Nantes, Joseph K, coll. « Temps noir », 1996, 627 p. (ISBN 978-2-910-68611-6, OCLC 300207570), p. 418-419.